# Kanton Fleury-sur-Andelle
Fleury-sur-Andelle is een voormalig kanton van het Franse departement Eure. Het kanton maakte deel uit van het arrondissement Les Andelys. Het werd opgeheven bij decreet van 25 februari 2014, met uitwerking op 22 maart 2015. Negentien van de tweeëntwintig gemeenten zijn opgenomen in het nieuwe kanton Romilly-sur-Andelle.

## Gemeenten
Het kanton Fleury-sur-Andelle omvatte de volgende gemeenten:
- Amfreville-les-Champs
- Amfreville-sous-les-Monts
- Bacqueville
- Bourg-Beaudouin
- Charleval
- Douville-sur-Andelle
- Écouis
- Fleury-sur-Andelle (hoofdplaats)
- Flipou
- Gaillardbois-Cressenville
- Grainville
- Houville-en-Vexin
- Letteguives
- Ménesqueville
- Mesnil-Verclives
- Perriers-sur-Andelle
- Perruel
- Pont-Saint-Pierre
- Radepont
- Renneville
- Romilly-sur-Andelle
- Vandrimare